# Новодмитровка (Херсонский район)
Новодмитровка (укр. Новодмитрівка) — село в Белозёрской поселковой общине Херсонского района Херсонской области Украины.
Почтовый индекс — 75004. Телефонный код — 5547. Код КОАТУУ — 6520387102.

## Население
Население по переписи 2001 года составляло 376 человек.

### Языковой состав
Родной язык населения по данным переписи 2001 года:
| Язык       | Численность, чел. | Доля     |
| ---------- | ----------------- | -------- |
| Украинский | 338               | 89,89 %  |
| Русский    | 38                | 10,11 %  |
| Итого      | 376               | 100,00 % |

## Местный совет
75004, Херсонская обл., Белозёрский р-н, с. Томина Балка, ул. Ленина, 44